# Bodekulls skeppsgård

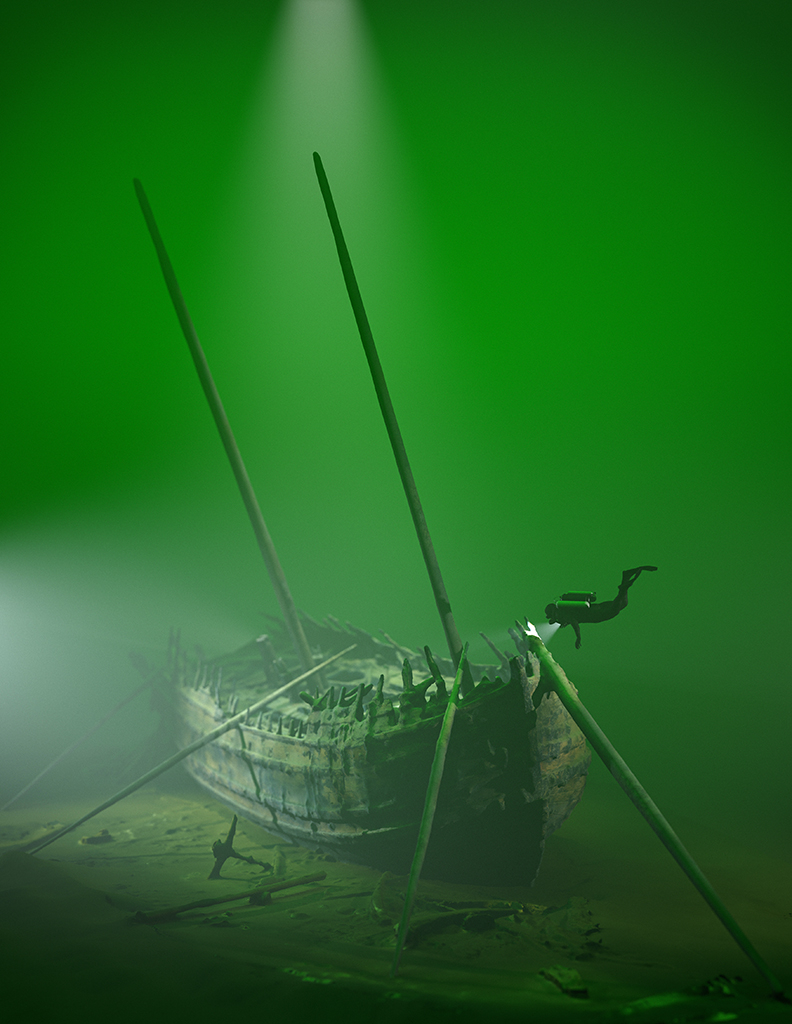
Bodekull som vrak utanför Dalarö

Bodekulls skeppsgård var 1659-1677 ett svenskt örlogsvarv, som låg utanför hamn- och fiskesamhället Bodekull i Blekinge, från 1666 benämnt Karlshamn. Det ersattes av först Kalmar amiralitetsvarv och sedan av Karlskronavarvet i Karlskrona. 
En kort tid efter freden i Roskilde 1658, då Skåne, Halland och Blekinge blev svenska landskap, skickade kung Karl X Gustaf kaptenen Peter von Edam på Amiralitetskollegium till det nyerövrade Bodekull (danska: Bokuld) för att undersöka lämplig plats för ett örlogsvarv. Av hans rapport framgick att det fanns en bra hamn med 12-15 meters djup och att skepp med åtminstone en längd på 41,5 meter kunde byggas där. 
Den 17 april 1659 beslöt kungen att anlägga ett skeppsvarv på Boön, vid inloppet till hamnen och en dryg kilometer från samhället. Till varvsinspektör utsågs ekipagemästaren på Skeppsholmen i Stockholm, Ebbe Simonsson. På Boön uppfördes bodar och verkstäder för skeppsbyggeriet och på den närliggande halvön Sternö byggdes hus för smeder och timmermän. Den engelske skeppsbyggmästaren Thomas Day rekryterades och tjänstgjorde till april 1668, då han efterträddes av Gunnar Olofsson Roth från Göteborg. Arbetsfolket utgjordes av ett 15-tal båtsmän från kompanier i Småland och Öland, ett 15-tal tyska timmermän från Lübeck och Stralsund, 6-8 smeder och ett tiotal sågare i skogen. En skans anlades också på Boön för varvets försvar.
Smidesjärn kom från Huseby och Ålshults järnbruk i södra Småland. Ekvirket till fartygen togs från Asarums socken. 
När fartygen var byggda, så seglades de till Stockholm för att där färdigrustas och bestyckas. 
Det största fartygsbygget var Hans Wachtmeister af Johannishus amiralsskepp, Regalskeppet Nyckeln. Skeppet var 55 meter långt med tre bestyckade däck med tillsammans 84 kanoner samt förde en besättning på 400 man. Också regalskeppen Saturnus, Venus samt Mercurius byggdes på Boön. Utöver dessa byggdes främst trupp- och transportfartyg av strusstyp.
Under Skånska kriget, i augusti 1676, beordrade kung Karl XI att varvet skulle upplösas. Strax därefter kom danska trupper till Karlshamn och raserade varvet. I augusti 1677 beslöt amiralitetskollegium att skeppsvarvet på Boön skulle läggas ned. Personalen flyttades till Kalmar amiralitetsvarv. Från 1680 började ett nytt örlogsvarv anläggas i Karlskrona på Vämö norr om Trossö. År 1682 kunde de första nybyggda fartygen där sättas i sjön.
Platsen för varvet kom senare att kallas Gamle skans efter den skans som anlagts nära varvet som en föregångare till Karlshamns kastell på Frisholmen.

## Byggda fartyg
- 1660 Jonas, struss
- 1660  Madame, struss, omkring 32 meter lång och bestyckad med tio kanoner, som förolyckades nära Bornholm i juli 1666
- 1661  Margareta, struss, omkring 25 meter lång och bestyckad med tolv kanoner och 22 mans besättning
- 1661 Hanö, struss, omkring 23 meter lång och bestyckad med tio-tolv kanoner och 15 mans besättning
- 1661 Bodekull, struss, omkring 20 meter lång
- 1662 Regalskeppet Saturnus, 41,7 meter långt
- 1664 Hästhagen
- 1665 Regalskeppet Nyckeln, 46 meter långt
- 1668 Regalskeppet Venus, 46 meter långt
- 1669 Karlshamn, struss, bestyckad med 18 kanoner
- 1672 Regalskeppet Mercurius, 43 meter långt
- 1674 Neptunus, struss, 33 meter lång
- 1676 Victoria, jakt, omkring 35 meter lång
- 1676 Karlshavn, jakt, omkring 20 meter lång